# Yudai Iwama
Yudai Iwama (岩間 雄大 Iwama Yudai?, 21 de febrero de 1986, Tokio) es un futbolista japonés que se desempeña como centrocampista. Actualmente juega en el Fujieda MYFC, de la tercera división de Japón.

## Trayectoria

### Clubes
| Club                | País  | Año         |
| ------------------- | ----- | ----------- |
| FC Korea            | Japón | 2004 - 2006 |
| Arte Takasaki       | Japón | 2007 - 2010 |
| V-Varen Nagasaki    | Japón | 2011 - 2013 |
| Matsumoto Yamaga FC | Japón | 2014 - 2019 |
| Fujieda MYFC        | Japón | 2021 -      |

## Estadística de carrera

### J. League
| Club                | Año   | J. League | J. League | Copa J. League | Copa J. League | Total | Total |
| Club                | Año   | Part.     | Goles     | Part.          | Goles          | Part. | Goles |
| ------------------- | ----- | --------- | --------- | -------------- | -------------- | ----- | ----- |
| V-Varen Nagasaki    | 2013  | 41        | 0         | -              | -              | 41    | 0     |
| Matsumoto Yamaga FC | 2014  | 36        | 1         | -              | -              | 36    | 1     |
| Matsumoto Yamaga FC | 2015  | 34        | 0         | 2              | 0              | 36    | 0     |
| Matsumoto Yamaga FC | 2016  | 39        | 4         | -              | -              | 39    | 4     |
| Matsumoto Yamaga FC | 2017  | 38        | 2         | -              | -              | 38    | 2     |
| Total               | Total | 188       | 7         | 2              | 0              | 190   | 2     |